# Vinka Jeričević
Vinka Jeričević (Curzola, 30 novembre 1936) è un'ex nuotatrice jugoslava dal 1992 croata.
Specializzata nella rana, ha partecipato ai Giochi di Melbourne 1956, gareggiando, nei 200m rana.
Sempre nello stesso anno è stata eletta migliore atleta jugoslavo femminile dell'anno.